# Stefán Ólafsson
Pour les articles homonymes, voir Olafsson.
Stefán Ólafsson est un pasteur islandais né en 1619 et mort en 1688.
Après des études à Copenhague, il publié en islandais et en latin la Voluspa, philosophia antiquissima Norwago-Danica, Copenhague, 1665. Il traduit aussi en latin l’Edda de Snorri.

## Source
Cet article comprend des extraits du Dictionnaire Bouillet. Il est possible de supprimer cette indication, si le texte reflète le savoir actuel sur ce thème, si les sources sont citées, s'il satisfait aux exigences linguistiques actuelles et s'il ne contient pas de propos qui vont à l'encontre des règles de neutralité de Wikipédia.